# KkStB 13
Die Dampflokomotivreihe kkStB 13 waren Schnellzug-Schlepptenderlokomotiven der k.k. österreichischen Staatsbahnen (kkStB), die ursprünglich von der Eisenbahn Pilsen–Priesen(–Komotau) (EPPK) stammten.
Sie bestand aus sechs Maschinen mit den Bahnnummern 1–6, die 1891 bis 1902 von der kkStB in 20.12–16 umgebaut wurden.
Eine genauere Beschreibung erfolgt unter kkStB 20.